# Małgorzata Rejmer
Małgorzata Zofia Rejmer (n. 6 septembrie 1985, Varșovia, Polonia) este o prozatoare și autoare de reportaje poloneză. Este licențiată în studii culturale și doctorand al Institutului Culturii Poloneze al Universității din Varșovia. Ea locuiește în prezent la Tirana.

## Biografie
A obținut o licență în studii culturale la Colegiul de Studii Individuale Interdisciplinare al Universității din Varșovia.
A debutat la vârsta de 13 ani cu poezii care au fost publicate în revista trimestrială Okolica Poetów. Prima sa povestire, Poczekalnia („Anticamera”), a apărut în antologia 20 lat pod lampą editată de Paweł Dunin-Wąsowicz (ed. Lampa i Iskra Boża).
În 2009 a publicat primul său roman Toksymia (ed. Lampa i Iskra Boża din Varșovia), care a fost nominalizat în 2010 la Premiul literar al orașului Gdynia. Volumul, care prezintă povestea cartierului Grochow al Varșoviei prin ochii locuitorilor săi, a primit recenzii favorabile în întreaga presă poloneză. Fragmente din roman au fost traduse în limbile engleză, germană, cehă, franceză și maghiară.
În septembrie 2013 a publicat volumul de reportaje Bukareszt. Kurz i krew („București. Praf și sânge”, Wydawnictwo Czarne), pentru care a primit premiul Teresa Torańska al revistei Newsweek Polska la categoria non-ficțiune și Premiul literar pentru autor „Gryfia” și a fost nominalizată la Premiul literar Nike.
În decembrie 2013 Małgorzata Rejmer a fost nominalizată la premiul cultural Paszport „Polityki” la categorie literatură. Este laureată a Gwarancji Kultury, un premiu acordat de postul TVP Kultura celor mai interesanți și importanți artiști. A primit acest premiu pentru volumul Bukareszt. Kurz i krew - „o colecție de reportaje dintr-un oraș plin de urmele splendorii și căderii anterioare. Pentru poveștile emoționante ale locuitorilor Bucureștilor, suspendați între moștenirea dictaturii comuniste a Ceaușescu și lumea occidentală. Pentru limbajul de cea mai înaltă calitate a reportajului”.
În octombrie 2018 a fost lansată o altă carte de reportaje a Małgorzatei Rejmer, Błoto słodsze niż miód. Głosy komunistycznej Albanii („Noroi mai dulce decât mierea. Voci ale Albaniei comuniste”, Wydawnictwo Czarne). Pentru această carte a obținut în 2019, ea a primit premiul Paszport „Polityki” la categoria Literatură și premiul Fluturele de Chihlimbar al Muzeului Literar Arkady Fiedler din Puszczykowo.

## Scrieri
- Toksymia, Lampa i Iskra Boża, Varșovia, 2009, cu ilustrații de Maciej Sieńczyk
- Bukareszt. Kurz i krew („București. Praf și sânge”), Wydawnictwo Czarne, Wołowiec, 2013
- Błoto słodsze niż miód. Głosy komunistycznej Albanii („Noroi mai dulce decât mierea. Voci ale Albaniei comuniste”), Wydawnictwo Czarne, Wołowiec, 2018